# Zoo Alexandria
Koordinaten: 31° 12′ 13,3″ N, 29° 56′ 44,3″ O

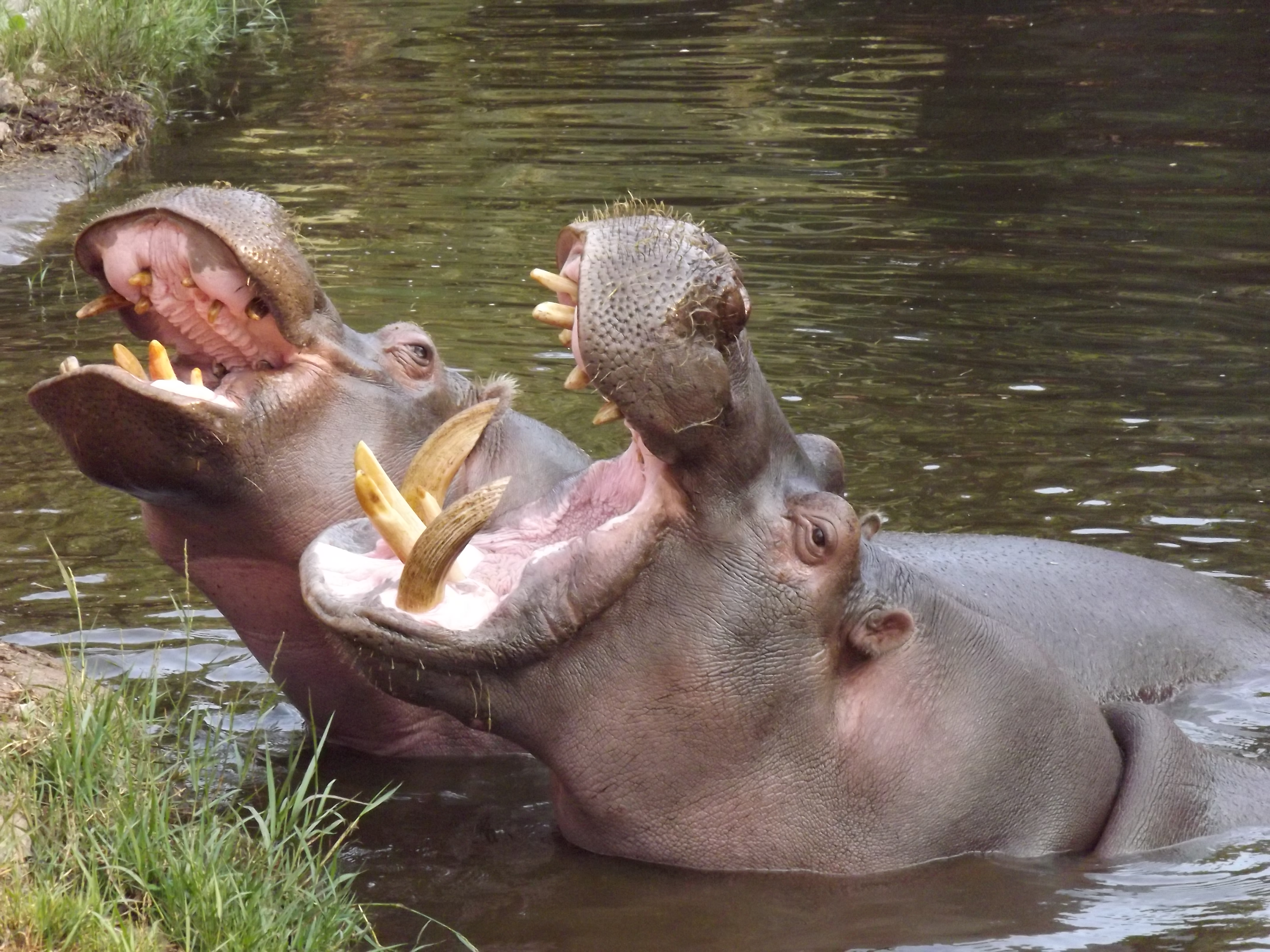
Flusspferde

Der Zoo Alexandria (arabisch حديقة حيوان الإسكندرية, DMG Ḥadīqat Ḥayawān al-Iskandariyya) ist ein Zoo in Alexandria in Ägypten.

## Geschichte
Im Jahr 1916 wurde ein Teil der Parkanlagen der Antoniadis Gardens nahe dem Palais d’Antoniadis als geeignet angesehen, dort einige Säugetiere und Vögel zu zeigen. Es konnte sich jedoch dauerhaft kein stabiler Tierpark halten. Auf einem ca. zehn Hektar großen Gelände wurde 1958 offiziell ein Zoo eröffnet. Bei den Besuchern war der Zoo beliebt, im Besonderen bei Kindern, die auch große Tiere, beispielsweise Flusspferde füttern durften. 1986 trat der Zoo Alexandria der Egyptian Zoos and Wild Life Conservation Organisation bei.

## Anlagenkonzept und Tierbestand
Der Zoo enthält Anlagen für Säugetiere, Volieren und Wasserflächen für Vögel, ein Reptilienhaus sowie ein kleines Museum. Die meisten Anlagen sind relativ klein. Größere Freianlagen, die mit Felsen ausgestattet sind, gibt es für Löwen, Mähnenspringer und Mantelpaviane.

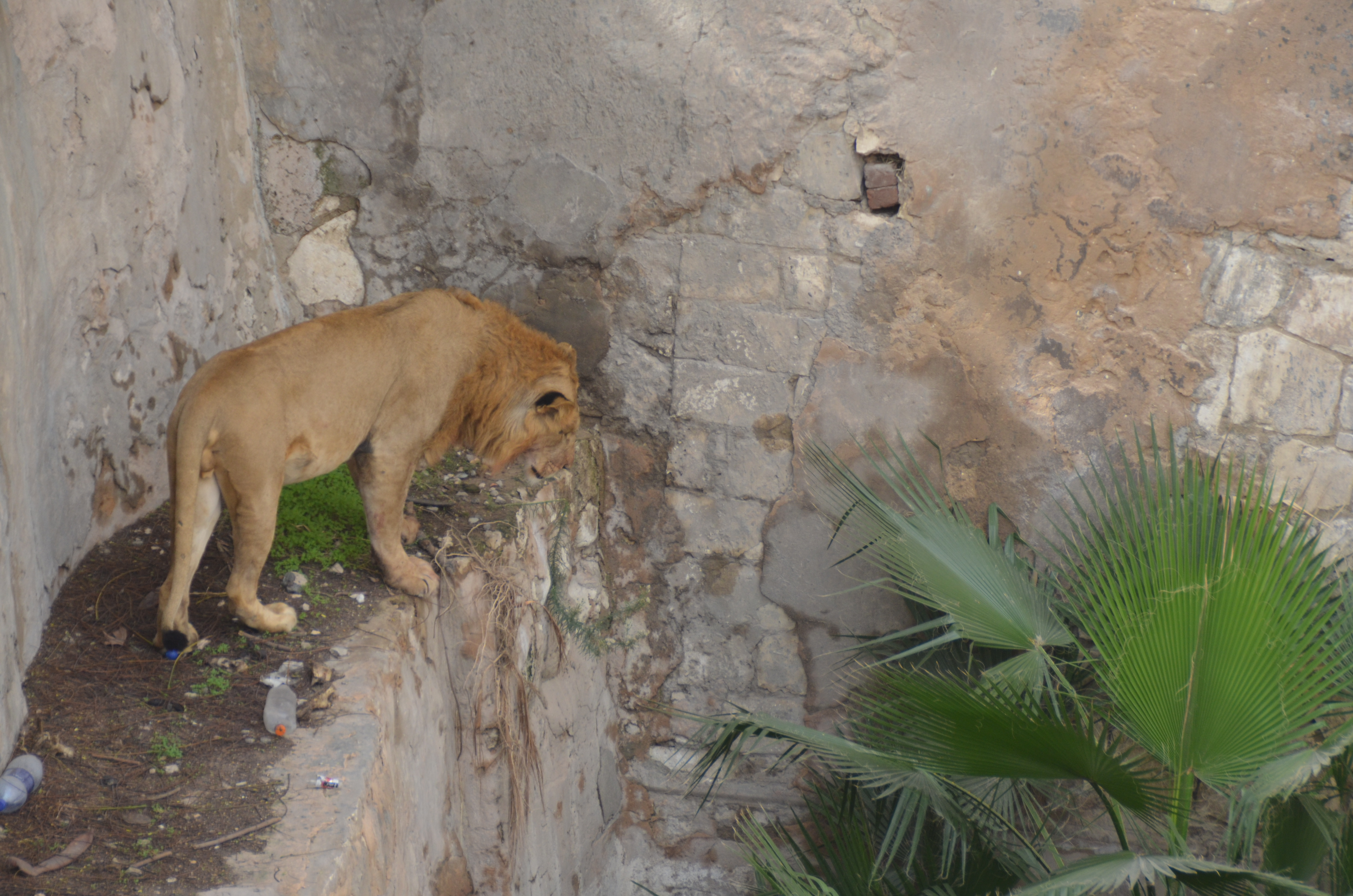
Löwe
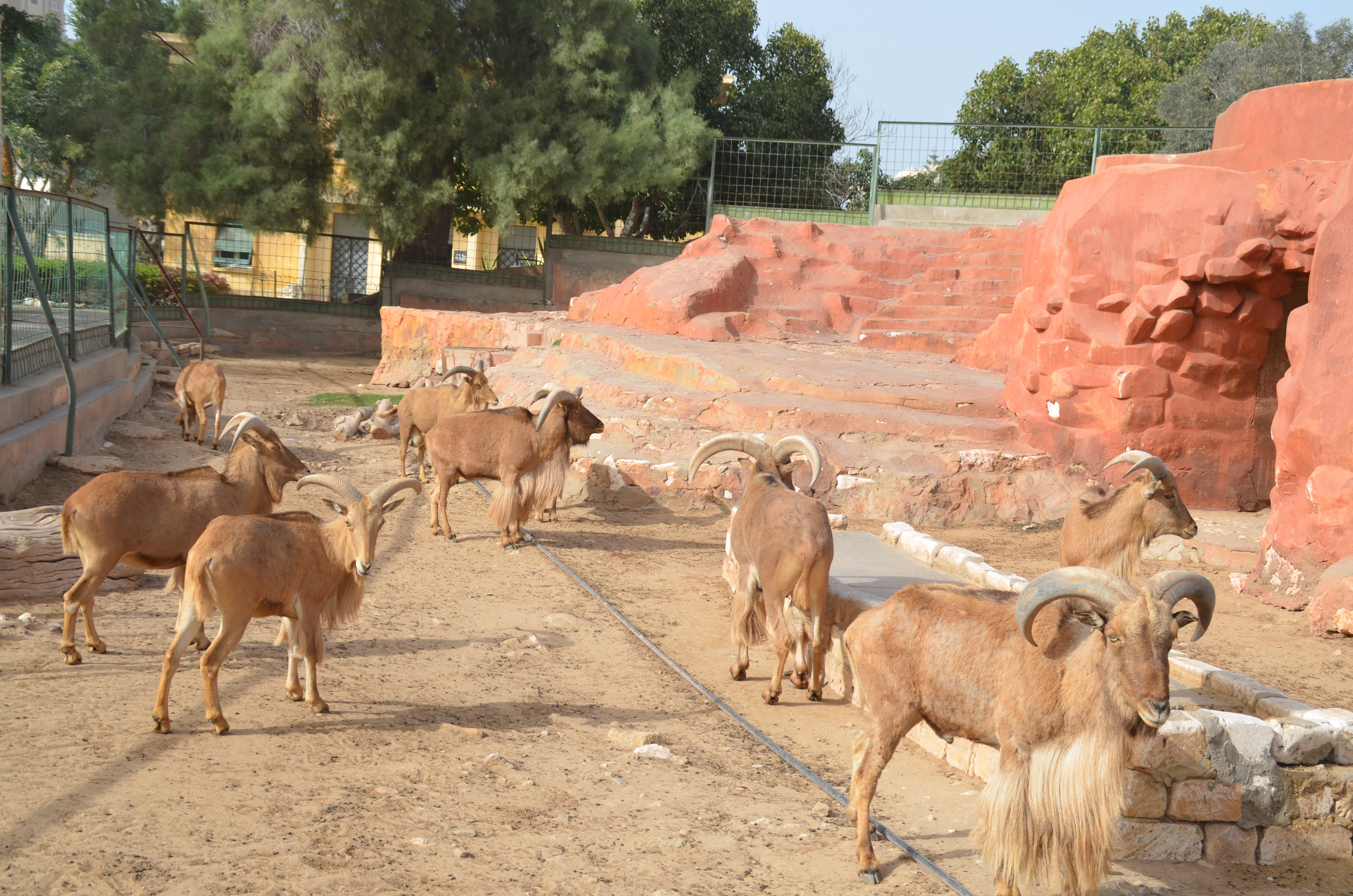
Mähnenspringer
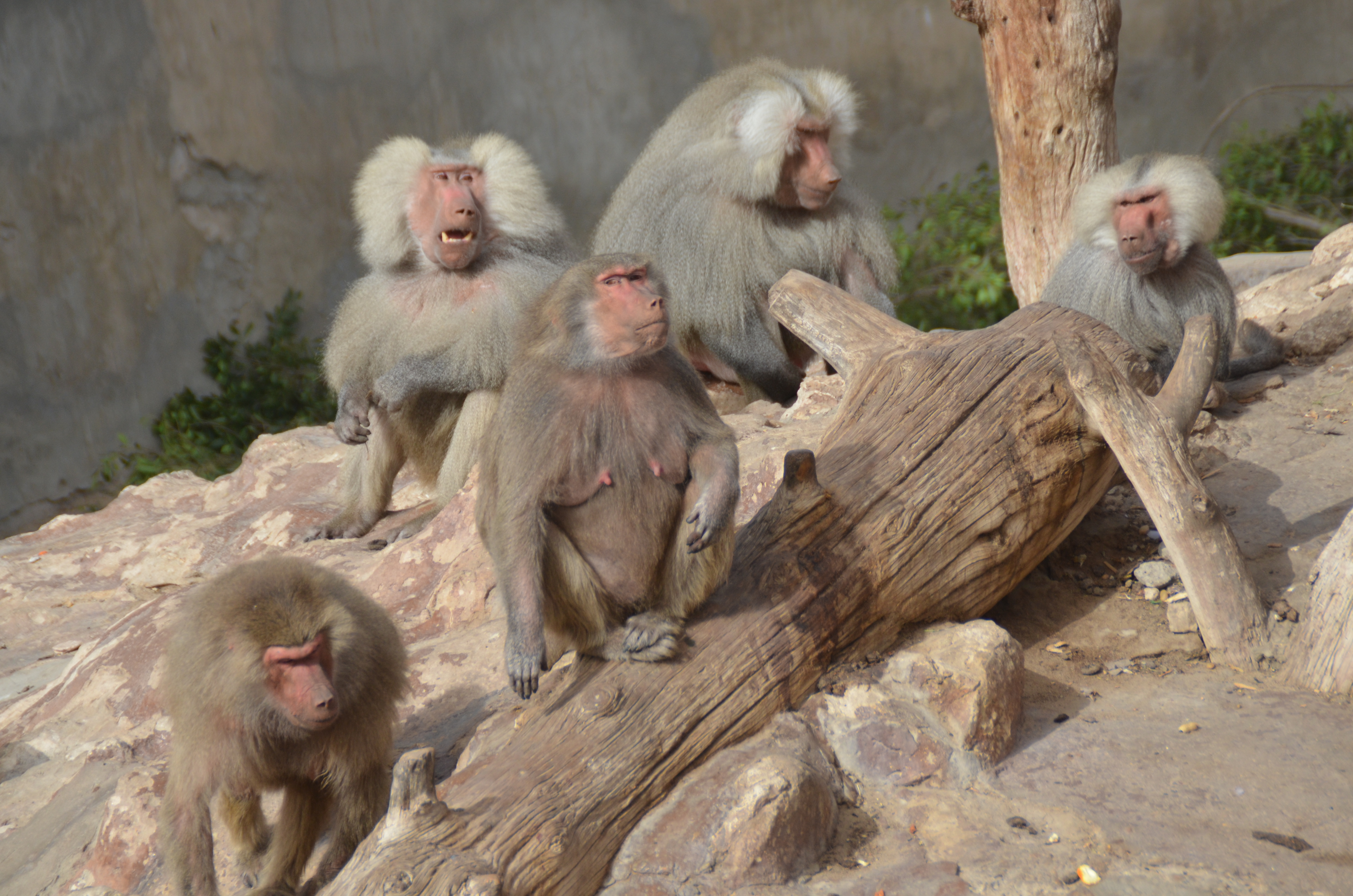
Mantelpaviangruppe

Die Gehege waren ursprünglich von starken Metallgittern umgeben und der Boden war in den meisten Fällen betoniert. 2016 wurde deshalb ein Restaurierungsprogramm durchgeführt, um die Anlagen tierfreundlicher zu gestalten. Mit einem Kostenaufwand von sieben Millionen LE wurden 13 Anlagen verbessert. Ebenfalls restauriert wurden das elektrische Leitungsnetz sowie das Trinkwasser- und Abwassersystem.

## Kritik
Der Zoo wird zuweilen dafür kritisiert, dass die Tiere in zu engen Unterkünften und nicht artgerecht gehalten werden. 2015 betraten zwei Besucher eine Mantelpaviananlage und schlugen die Tiere mit Stöcken. Einige der übrigen Besucher klatschten Beifall, Zoopersonal schritt nicht ein. 2018 wurde der Zoo beschuldigt, Esel mit Streifen bemalt zu haben, um sie als Zebras auszugeben.